# Blues del terror azul
"Blues del terror azul" es una canción del guitarrista argentino Claudio Gabis que fue editada en su álbum de estudio solista Claudio Gabis y La Pesada de 1972, con el acompañamiento de los músicos de Billy Bond y La Pesada del Rock and Roll. El título es una referencia a la represión por partes de las fuerzas policiales, los azules, como bien dice su autor:

Este blues es un testimonio del miedo que, ya en esa época, provocaba la brutal represión sufrida por los argentinos. La interpretación vocal de [Alejandro] Medina es una de las más estremecedoras y mejor logradas del blues cantado en castellano.
Claudio Gabis.

## Versiones
El pesimismo de la época quedó reflejado en letras como las de Claudio Gabis, quien en su trabajo con La Pesada (1973) grabó "Blues del terror azul", algo así como el blues de la represión.
Marcelo Fernandez Bitar.

La primera versión se grabó en los Estudios Phonalex en Núñez, para el álbum Claudio Gabis y La Pesada de 1972. Gabis incluye el tema frecuentemente en sus giras solistas.
En 2007 Gabis interpretó "Blues del terror azul" en el Salón Blanco de la Casa Rosada (sede del Poder Ejecutivo) junto a Claudia Puyó (voz), Leo Sujatovich (teclados), Juan Pablo Navarro (bajo) y Fernando Martinez (batería).
En 2014 Claudio Gabis con La Cofradía del Blues grabó una versión que se editó en En Vivo en MJ Pub.

## Créditos
Créditos de la versión de Claudio Gabis y La Pesada
Billy Bond y La Pesada del Rock and Roll
- Claudio Gabis: guitarra eléctrica
- Alejandro Medina: voz y bajo eléctrico
- Isa Portugheis: batería
- Jimmy Márquez: batería
- Billy Bond: coros y producción